# Бони (Ен)
Бони (фр. Bony) насеље је и општина у североисточној Француској у региону Пикардија, у департману Ен (Пикардија) која припада префектури Сен Кентен.
По подацима из 2011. године у општини је живело 140 становника, а густина насељености је износила 17,54 становника/km². Општина се простире на површини од 7,98 km². Налази се на средњој надморској висини од 115 метара (максималној 146 m, а минималној 87 m).

## Демографија
| 1962. | 1968. | 1975. | 1982. | 1990. | 1999. | 2011. |
| ----- | ----- | ----- | ----- | ----- | ----- | ----- |
| 68    | 110   | 109   | 125   | 101   | 124   | 140   |

График промене броја становника у току последњих година